# Universitatea Yale
Yale University este o universitate privată localizată în orașul New Haven statul Connecticut din Statele Unite ale Americii.  Fondată în anul 1701 sub numele de Collegiate School of Connecticut, Yale și-a schimbat ulterior (în 1718) numele în Yale University, după ce Elihu Yale, britanic născut în America, donase o sumă însemnată în beneficiul colegiului.  Yale este cea de-a treia instituție de învățământ superior din Statele Unite ca vechime și membră a Ivy League. 
Bunurile și proprietățile universității sunt evaluate la 25,4 miliarde de dolari americani (date din iunie 2016), fiind cea de-a doua din Statele Unite ca mărime financiară. Universitatea are în perimetrul său biblioteci cu peste 11 milioane de volume. Yale are peste 3200 de cadre didactice, care predau pentru aproximativ 5200 de studenți aproximativ de 6000 de studenți la studii post-universitare. 
Cele 70 de specializări sunt în principal în sfera științelor sociale, cu numai câteva dintre departamente având un scop pre-profesional. Aproximativ 20% din studenți se specializează în științe exacte, 35% în studii sociale, iar 45% în studii umanistice. Toți profesorii în sistemul de "tenure" predau cursuri pentru studenți. Numărul cursurilor oferite depășește 2000 pe an. 
Yale folosește un sistem de cămine pentru studenți similar celui de la universitățile Oxford și Cambridge.

## Colecții
Yale are o colecție largă de cărți rare și manuscrise, găzduită în Beinecke Rare Book Library. Bibliotecile universității Yale formează cea de-a doua mare colecție de carte deținută de universități, având aproximativ 4 milioane de volume. Yale Center for British Art are cea mai mare colecție de artă britanică din afara Regatului Unit. Alte colecții ale universității se află la Peabody Museum of Natural History, cel mai vizitat muzeu din New Haven; la Yale University Art Gallery, primul muzeu al unei universități din SUA, și la Yale Collection of Musical Instruments.

## Campusul

### Publicații studențești
- Yale Daily News, cunoscută și sub numele "YDN," este un cotidian înființat în 1878. Ziarul afirmă că este cel mai vechi cotidian tipărit de o universitate.
- Yale Economic Review este o revistă trimestrială cu articole economice.
- The Yale Literary Magazine, founded in 1836, is the oldest literary review in the nation, and publishes poetry and fiction by Yale undergraduates twice per academic year.
- The Yale Herald is a weekly newspaper that began in 1986.
- The New Journal is Yale's oldest and largest-circulating undergraduate magazine. Founded by Daniel Yergin and Harold Newman in 1968, the publication focuses on strong writing while covering issues that affect both Yale and New Haven.
- Rumpus Magazine is an irreverent monthly tabloid that mostly covers campus gossip and prints an annual "Yale's 50 Most Beautiful" list.
- Five Magazine is a progressive call-to-action magazine that tries to make campus activism more efficient and effective.
- Yale Law Journal is an academic review published at Yale Law School.
- The Yale Scientific Magazine, founded in 1894, is a quarterly science magazine.
- The Yale Globalist is a quarterly international affairs magazine.Globalist Foundation website Arhivat în 24 mai 2008, la Wayback Machine.
- Yale Entrepreneur este o publicație axată pe inițiativa privată în jurul universității Yale și a orașului New Haven. Publicația este sponsorizată de către Yale Entrepreneurial Society (YES).

### Absolvenți celebri
Toți președinții americani între 1989 și 2008 au fost la Yale: George H. W. Bush, Bill Clinton (a fost student al școlii de drept), împreună cu soția sa, Hillary Clinton), și George W. Bush. Mulți dintre candidații din 2004 la președinția americană au fost la Yale: candidatul pentru vicepreședinte Dick Cheney, John Kerry, Howard Dean, și Joe Lieberman.
Alți președinți care au studiat la Yale au fost: William Howard Taft (B.A.) și Gerald Ford (LL.B). Printre absolvenți sunt și judecători din  Curtea supremă de justiție a Statelor Unite, ca de exemplu Clarence Thomas și Samuel Alito.
Printre alți absolvenți faimoși includ laureați ai premiului Nobel, politicieni, artiști, atleți, cât și alte persoane notabile.

## Tradiții și fapt divers la Yale
Studenții de la Yale susțin că au inventat jocul de frisbee, deoarece au fost primii care au aruncat cutii goale pentru plăcinte de la Frisbie Pie Company. Un alt joc tradițional la Yale a fost bladderball, jucat între 1954 și 1982. 
Campusul central al universității din centrul orașului New Haven are 260 de acri. O suprafață adițională de 500 de acri (aprox 2 km²) este ocupată de Yale Golf Course și de o rezervație naturală în zona rurală a Connecticut-ului și de Horse Island.
Ghizii care conduc tururile campusului spun că aduce noroc să freci degetul mare de la piciorul statuii lui Theodore Dwight Woolsey din Old Campus. Degetul este lucios din cauza numărului mare de candidați la Yale care vin în turul campusului. Odată ce devin studenți, foștii candidați nu mai vin să atingă statuia.

## Cărți despre Yale
- Lyman H. Bagg, Four Years at Yale, New Haven, 1891.
- Walter Camp and L. S. Welch, Yale: Her Campus, Classrooms and Athletics, Boston, 1899.
- Arnold G. Dana, Yale Old and New, 78 vols. personal scrapbook, 1942.
- Clarence Deming, Yale Yesterdays, New Haven, Yale University Press, 1915.
- Franklin B. Dexter, Biographical Sketches of Graduates of Yale: Yale College with Annals of the College History, 6 vols. New York, 1885-1912.
- Robert Dudley French, The Memorial Quadrangle, New Haven, Yale University Press, 1929.
- Edgar S. Furniss, The Graduate School of Yale, New Haven, 1965.
- Toni Gilpin, Gary Isaac, Dan Letwin, and Jack McKivigan, On Strike For Respect, (updated edition: University of Illinois Press, 1995,)
- Reuben A. Holden, Yale: A Pictorial History, New Haven, Yale University Press, 1967.
- William L. Kingsley, Yale College. A Sketch of its History, 2 vols. New York, 1879.
- Cary Nelson, ed. Will Teach for Food: Academic Labor in Crisis, Minneapolis, University of Minnesota Press, 1997.
- Edwin Oviatt, The Beginnings of Yale (1701-1726), New Haven, Yale University Press, 1916.
- George Wilson Pierson, Yale College, An Educational History (1871-1921), New Haven, Yale University Press, 1952.
- George Wilson Pierson, The Founding of Yale: The Legend of the Forty Folios, New Haven, Yale University Press, 1988.
- Patrick L. Pinnell, The Campus Guide: Yale University, Princeton Architectural Press, New York, 1999.
- Yale, The University College (1921-1937), New Haven, Yale University Press, 1955.
- Anson Phelps Stokes, Memorials of Eminent Yale Men, 2 vols. New Haven, Yale University Press, 1914.

### Cărți despre societăți secrete la Yale
- Robbins, Alexandra, Secrets of the Tomb: Skull and Bones, the Ivy League, and the Hidden Paths of Power, Little Brown & Co., 2002; ISBN 0-316-73561-2 (paper edition).
- Millegan, Kris (ed.), Fleshing Out Skull & Bones, TrineDay, 2003. ISBN 0-9752906-0-6 (paper edition).